# 養雲寺
養雲寺（よううんじ）は、宮城県登米市にある曹洞宗系の単立の寺院。山号は太白山。本尊は釈迦牟尼佛。登米伊達家の菩提寺。

## 歴史
当寺の創建は1488年（長享2年）に白石宗長（登米伊達氏の遠祖）が開基となり長禄寺（福島県須賀川市）住職麟慶純を招いて開山したのが始まりとされる。白石氏は当時白石城（白石市）を居城として白石周辺を支配していたが、伊達家に随行するようになる。白石氏は1586年（天正14年）に二本松（福島県二本松市）、1591年に水沢（岩手県奥州市水沢区）、1604年(慶長9年）に登米と領地が変わり、菩提寺である当寺もこれに従った。白石宗直は大坂の陣での功績から仙台藩主伊達氏の一門として認められたため、以後、登米伊達家と呼ばれるようになり、当寺は歴代登米伊達家から庇護された。

## 文化財
1976年（昭和51年）5月27日、山門が登米町から有形文化財に指定された。また1977年3月16日、本堂背後にある登米伊達家累代の墓が同町から史跡に指定された。